# Parque nacional de las Dolomitas de Belluno
El parque nacional de las Dolomitas de Belluno (en italiano, parco nazionale delle Dolomiti Bellunesi) es un parque nacional de Italia localizado en el norte del país, en la región del Véneto. El parque fue creado en 1990.

## Territorio
El parque tiene una superficie de 31 512 ha, enteramente comprendidas en la provincia de Belluno entre el río Cismon, al oeste, y el Piave, al este. Se extiende al norte hasta la cuenca del Maè y al sur hasta el bajo Agordino. 

### Ríos y torrentes
El territorio del parque, con la excepción de algunas áreas kársticas de alta altitud, se presenta extremadamente rico en recursos hídricos: manantiales, pantanos y cursos de agua entre los cuales se encuentran:
Cordevole, Mis, Caoràme, Stién, Falcìna, Ardo, Vescovà, Prampèra que participan en la riqueza biológica del parque.
Algunos de estos torrentes fluyen en cañones profundos, y todos están sujetos a variaciones estacionales.

## Fauna
La variedad territorial del parque, que comprende áreas de alta montaña junto a los pastos, terrenos cultivados y bosques, permite a numerosas especies de animales encontrar su propio hábitat en el interior del área. Las especies más importantes son: 

### Mamíferos
Marmota, comadreja, corzo, rebeco, ciervo, muflón.

### Pájaros
Azor, cernícalo común, águila real, mochuelo boreal, cárabo común, búho real, gallo lira, perdiz griega, abubilla, corvidae, paridae, crex crex, colirrojo tizón.

### Reptiles
Salamandra común, tritón alpino.